# Goupia
Goupiaceae é uma família de plantas angiospérmicas (plantas com flor - divisão Magnoliophyta), pertencente à ordem Malpighiales.
Anteriormente o gênero era incluido na família Celastraceae, ordem Celastrales.
O grupo contém apenas três espécies de plantas neotropicais, nativas da Guiana e regiões do Norte do Brasil.

## Espécies
- Goupia cinerascens
- Goupia glabra (syn. G. paraensis, G. tomentosa)
- Goupia guatemalensis